# Akiko Futaba
Akiko Futaba (jap. 二葉 あき子 Futaba Akiko; właśc.: Yoshie Katō 加藤 芳江, Katō Yoshie; ur. 2 lutego 1915 w Hiroszimie, zm. 16 sierpnia 2011 tamże) – japońska aktorka i piosenkarka muzyki popularnej (ryūkōka). Pod koniec II wojny światowej była jedną z najbardziej popularnych wokalistek w Japonii, konkurując z Hamako Watanabe i Noriko Awaya. Ponadto brała udział w Kōhaku Uta Gassen, jednym z najbardziej znanych muzycznych telewizyjnych show w Japonii – wystąpiła w nim dziesięć razy.

## Życiorys
Urodziła się w Hiroszimie i wychowała w mieście Miyoshi w prefekturze Hiroszima. Była absolwentką Tokijskiego Uniwersytetu Sztuki. Zadebiutowała w 1936 roku. Jej piosenka "Furuki Hanazono" (jap. 古き花園 lit. "Old Flower Garden") została wydana w 1939 roku.
6 sierpnia 1945 roku cudem uniknęła śmierci w wyniku atomowego bombardowania Hiroszimy, ponieważ pociąg, którym jechała w chwili eksplozji przejeżdżał przez tunel.
W 2003 roku zakończyła działalność jako piosenkarka i przeszła na emeryturę z powodu pogłębiających się problemów ze słuchem. Zmarła w 2011 roku w Hiroszimie, mając 96 lat, na niewydolność serca.

## Dyskografia
- Ano yume kono yume (jap. あの夢この夢 That Dream, This Dream): 1936
- Otome jūku (jap. 乙女十九 Girl at the Age of 19): 1937
- Furuki hanazono (jap. 古き花園 Old Flower Garden): 1939
- Ano hana kono hana (jap. あの花この花 That Flower, This Flower): 1940
- Wakarete mo (jap. 別れても Even If We're Apart): 1946
- Otome gokoro wa (jap. 乙女心は A Girl's Heart Is): 1946
- Francesca no kane (jap. フランチェスカの鐘 The Bells of Francesca): 1948
- Yume yo mō ichido (jap. 夢よもういちど Once Again, Dream): 1949
- Hoshi no tameiki (jap. 星のためいき Star's Sigh): 1950

## Filmografia
- 1938: Hotaru no hikari – ścieżka dźwiękowa ("Akai hanataba")
- 1939: Junjō nijūsō jako piosenkarka
- 1939: Shunrai – ścieżka dźwiękowa ("Furuki hanazono")
- 1941: Kimi yo tomo ni utawan – ścieżka dźwiękowa ("Wasureji no uta")
- 1945: Soyokaze jako ona sama
- 1948: Sambyakurokujūgo ya – Ōsaka-hen jako kobieta śpiewająca blues
- 1948: Sambyakurokujūgo ya – Tōkyō-hen jako kobieta śpiewająca blues
- 1950: Nippon G Men: Dai-ni-wa – Nansenzaki no kettō jako piosenkarka
- 1950: Watashi wa josei no. 1 jako ona sama

Źródło: